# Campeonato Gaúcho de Futebol de 1951
O Campeonato Gaúcho de Futebol de 1951, foi a 31ª edição da competição no Estado do Rio Grande do Sul. O título foi decidido em um triangular. O campeão deste ano foi o Internacional.

## Participantes
| Equipe        | Cidade       | Classificação                                              | Participação |
| ------------- | ------------ | ---------------------------------------------------------- | ------------ |
| Internacional | Porto Alegre | Campeão da Região de Porto Alegre                          | 13ª          |
| Pelotas       | Pelotas      | Campeão da Região de Santa Maria/Novo Hamburgo/Pelotas     | 5ª           |
| Rio Grande    | Rio Grande   | Campeão da Região de Santana do Livramento/Bagé/Rio Grande | 3ª           |

## Tabela

### Triangular final

#### Turno
| 9 de dezembro de 1951 | Internacional | 1 – 1 | Pelotas     | Montanha, Porto Alegre (RS) |
|                       | Gol marcado   |       | Gol marcado |                             |

| INTERNACIONAL: |  |            |
|                |  |            |
| G              |  | Éverton    |
| Z              |  | Florindo   |
| Z              |  | Ilmo       |
| M              |  | Paulinho   |
| M              |  | Salvador   |
| M              |  | Odorico    |
| A              |  | Solis      |
| A              |  | Jerônimo   |
| A              |  | Hugo       |
| A              |  | Mujica     |
| A              |  | Niquelagem |
| Treinador:     |  |            |
| Teté           |  |            |

| PELOTAS:   |  |  |  |
|            |  |  |  |
| G          |  |  |  |
| Z          |  |  |  |
| Z          |  |  |  |
| M          |  |  |  |
| M          |  |  |  |
| M          |  |  |  |
| A          |  |  |  |
| A          |  |  |  |
| A          |  |  |  |
| A          |  |  |  |
| A          |  |  |  |
| Treinador: |  |  |  |
|            |  |  |  |

| 16 de dezembro de 1951 | Rio Grande                | 2 – 3 | Pelotas                                 |  |
|                        | Gol marcado · Gol marcado |       | Gol marcado · Gol marcado · Gol marcado |  |

| 23 de dezembro de 1951 | Rio Grande  | 1 – 2 | Internacional             | Rio Grande (RS) |
|                        | Gol marcado |       | Gol marcado · Gol marcado |                 |

| RIO GRANDE: |  |  |  |
|             |  |  |  |
| G           |  |  |  |
| Z           |  |  |  |
| Z           |  |  |  |
| M           |  |  |  |
| M           |  |  |  |
| M           |  |  |  |
| A           |  |  |  |
| A           |  |  |  |
| A           |  |  |  |
| A           |  |  |  |
| A           |  |  |  |
| Treinador:  |  |  |  |
|             |  |  |  |

| INTERNACIONAL: |  |            |
|                |  |            |
| G              |  | Éverton    |
| Z              |  | Florindo   |
| Z              |  | Ilmo       |
| M              |  | Paulinho   |
| M              |  | Salvador   |
| M              |  | Odorico    |
| A              |  | Solis      |
| A              |  | Hugo       |
| A              |  | Mujica     |
| A              |  | Niquelagem |
| A              |  | Canhotinho |
| Treinador:     |  |            |
| Teté           |  |            |

#### Returno
| 30 de dezembro de 1951 | Pelotas     | 1 – 1 | Internacional | Pelotas (RS) |
|                        | Gol marcado |       | Gol marcado   |              |

| PELOTAS:   |  |  |  |
|            |  |  |  |
| G          |  |  |  |
| Z          |  |  |  |
| Z          |  |  |  |
| M          |  |  |  |
| M          |  |  |  |
| M          |  |  |  |
| A          |  |  |  |
| A          |  |  |  |
| A          |  |  |  |
| A          |  |  |  |
| A          |  |  |  |
| Treinador: |  |  |  |
|            |  |  |  |

| INTERNACIONAL: |  |            |
|                |  |            |
| G              |  | Éverton    |
| Z              |  | Florindo   |
| Z              |  | Ilmo       |
| M              |  | Paulinho   |
| M              |  | Salvador   |
| M              |  | Odorico    |
| A              |  | Solis      |
| A              |  | Jerônimo   |
| A              |  | Hugo       |
| A              |  | Mujica     |
| A              |  | Niquelagem |
| Treinador:     |  |            |
| Teté           |  |            |

| 6 de janeiro de 1952 | Pelotas     | 1 – 1 | Rio Grande                |  |
|                      | Gol marcado |       | Gol marcado · Gol marcado |  |

| 13 de janeiro de 1952 | Internacional               | 6 – 2 | Rio Grande                | Eucaliptos, Porto Alegre (RS) |
|                       | Canhotinho · Mujica · Solis |       | Gol marcado · Gol marcado |                               |

| INTERNACIONAL: |  |            |
|                |  |            |
| G              |  | Éverton    |
| Z              |  | Florindo   |
| Z              |  | Ilmo       |
| M              |  | Paulinho   |
| M              |  | Salvador   |
| M              |  | Odorico    |
| A              |  | Solis      |
| A              |  | Hugo       |
| A              |  | Mujica     |
| A              |  | Niquelagem |
| A              |  | Canhotinho |
| Treinador:     |  |            |
| Teté           |  |            |

| RIO GRANDE: |  |  |  |
|             |  |  |  |
| G           |  |  |  |
| Z           |  |  |  |
| Z           |  |  |  |
| M           |  |  |  |
| M           |  |  |  |
| M           |  |  |  |
| A           |  |  |  |
| A           |  |  |  |
| A           |  |  |  |
| A           |  |  |  |
| A           |  |  |  |
| Treinador:  |  |  |  |
|             |  |  |  |

| Classificação - Triangular Final                                                                                            | Classificação - Triangular Final | Classificação - Triangular Final | Classificação - Triangular Final | Classificação - Triangular Final | Classificação - Triangular Final | Classificação - Triangular Final | Classificação - Triangular Final | Classificação - Triangular Final | Classificação - Triangular Final |
| Time | Time                             | PG                               | J                                | V                                | E                                | D                                | GP                               | GC                               | SG                               |
| --- | -------------------------------- | -------------------------------- | -------------------------------- | -------------------------------- | -------------------------------- | -------------------------------- | -------------------------------- | -------------------------------- | -------------------------------- |
| 1 | Internacional                    | 6                                | 4                                | 2                                | 2                                | 0                                | 10                               | 5                                | 5                                |
| 2 | Pelotas                          | 5                                | 4                                | 1                                | 3                                | 0                                | 6                                | 5                                | 1                                |
| 3 | Rio Grande                       | 1                                | 4                                | 0                                | 1                                | 2                                | 6                                | 12                               | - 6                              |
| PG - pontos ganhos; J - jogos; V - vitórias; E - empates; D - derrotas; GP - gols pró; GC - gols contra; SG - saldo de gols |                                  |                                  |                                  |                                  |                                  |                                  |                                  |                                  |                                  |

| Gauchão 1951                       |
| ---------------------------------- |
| Internacional Campeão (12º título) |